# Seweryna (imię)
Seweryna – imię żeńskie pochodzenia łacińskiego. Forma żeńska imienia Seweryn. Patronką tego imienia jest św. Septymia Seweryna, wspominana razem ze swoim mężem, św. Flawiuszem Juliuszem Katerwiuszem i synem, św. Bassusem.
W Polsce niezbyt popularne. W styczniu 2024 r. w rejestrze PESEL, wśród publicznie dostępnych danych dotyczących osób żyjących, wykazano 869 kobiet o imieniu Seweryna nadanym jako imię pierwsze. Dla porównania, najczęściej nadane jako imię pierwsze – Anna, nosi 1 072 616 osób.
Seweryna imieniny obchodzi 17 października, 1 listopada, 19 listopada.

## Kobiety o imieniu Seweryna
- Seweryna Szmaglewska – pisarka,
- Seweryna Broniszówna – aktorka,
- Severina Vučković – piosenkarka.